# 台湾小百岳

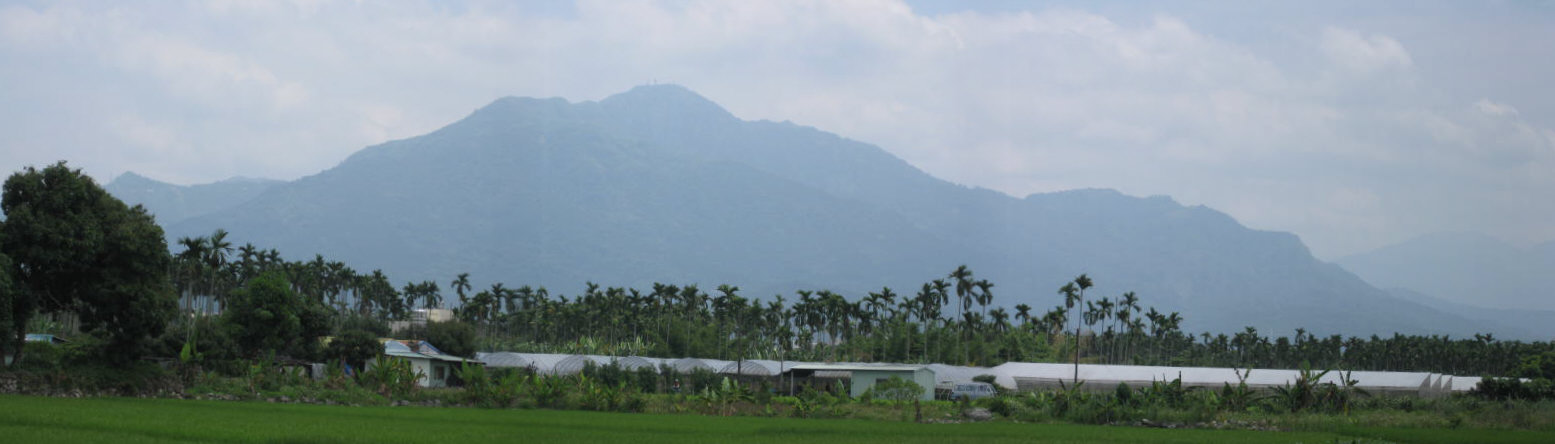
集集大山（南投県）

台湾小百岳（たいわんしょうひゃくがく）は、中華民国（台湾）行政院体育署が2003年に、全国民の登山を推進するために台湾の県や市の郊外の山をベースに、特色や代表性のある「田舎の山」100座を選定したもの。
台湾の小百名山は標高が高くなく、都市部に近く、登山道の標識が十分あるため、誰でも簡単に登ることができる。

## 台湾小百岳一覧
台湾小百岳の選定には2003年の後、2006年と2017年に大改訂が行われている。

## 参照項目
- 台湾百岳